# Xanthorhoe deletata
Xanthorhoe deletata là một loài bướm đêm trong họ Geometridae.